# Bahrajn na Letnich Igrzyskach Olimpijskich 2016
Bahrajn na Letnich Igrzyskach Olimpijskich 2016 reprezentowało 35 zawodników : 21 mężczyzn i czternaści kobiet. Był to dziewiąty start reprezentacji Bahrajnu na letnich igrzyskach olimpijskich.

## Zdobyte medale
| Medal  | Zawodnik     | Dyscyplina    | Konkurencja                          | Rezultat | Data        |
| ------ | ------------ | ------------- | ------------------------------------ | -------- | ----------- |
| Złoto  | Ruth Jebet   | Lekkoatletyka | bieg na 3000 m z przeszkodami kobiet | 8:59,75  | 15 sierpnia |
| Srebro | Eunice Kirwa | Lekkoatletyka | maraton kobiet                       | 2:24:13  | 14 sierpnia |

## Skład reprezentacji

### Lekkoatletyka
Mężczyźni
Konkurencje biegowe
| Zawodnik             | Konkurencja           | Eliminacje | Eliminacje | Ćwierćfinał | Ćwierćfinał | Półfinał | Półfinał | Finał    | Finał   | Źródło |
| Zawodnik             | Konkurencja           | Wynik      | Miejsce    | Wynik       | Miejsce     | Wynik    | Miejsce  | Wynik    | Miejsce | Źródło |
| -------------------- | --------------------- | ---------- | ---------- | ----------- | ----------- | -------- | -------- | -------- | ------- | ------ |
| Kemarley Brown       | 100 m                 | BYE        | BYE        | 10,13       | 8.          | 10,13    | 18.      | NQ       | NQ      | [ 3 ]  |
| Andrew Fisher        | 100 m                 | BYE        | BYE        | 10,12       | 7.          | DSQ      | DSQ      | NQ       | NQ      | [ 3 ]  |
| Salem Eid Yaqoob     | 200 m                 | 20,19      | 6.         | N/A         | N/A         | 20,43    | 18.      | NQ       | NQ      | [ 4 ]  |
| Abbas Abu Bakr       | 400 m                 | DSQ        | DSQ        | N/A         | N/A         | NQ       | NQ       | NQ       | NQ      | [ 5 ]  |
| Ali Chamis Abbas     | 400 m                 | 45,12      | 3.         | N/A         | N/A         | 44,49    | 8.       | 44,36    | 6.      | [ 5 ]  |
| Abraham Rotich       | 800 m                 | DSQ        | DSQ        | N/A         | N/A         | NQ       | NQ       | NQ       | NQ      | [ 6 ]  |
| Benson Seurei        | 1500 m                | 3:38,82    | 7.         | N/A         | N/A         | 3:40,53  | 13.      | NQ       | NQ      | [ 7 ]  |
| Zouhair Aouad        | 5000 m                | DNF        | DNF        | N/A         | N/A         | N/A      | N/A      | NQ       | NQ      | [ 8 ]  |
| Birhanu Balew        | 5000 m                | 13:19,83   | 4.         | N/A         | N/A         | N/A      | N/A      | 13:09,26 | 9.      | [ 8 ]  |
| Albert Rop           | 5000 m                | 13:24,95   | 13.        | N/A         | N/A         | N/A      | N/A      | 13:08,79 | 7.      | [ 8 ]  |
| Nelson Cherutich     | 3000 m z przeszkodami | 8:35,87    | 29.        | N/A         | N/A         | N/A      | N/A      | NQ       | NQ      | [ 9 ]  |
| John Koech           | 3000 m z przeszkodami | 8:28,81    | 18.        | N/A         | N/A         | N/A      | N/A      | NQ       | NQ      | [ 9 ]  |
| Hassan Chani         | 10 000 m              | N/A        | N/A        | N/A         | N/A         | N/A      | N/A      | DNF      | DNF     | [ 10 ] |
| Abraham Cheroben     | 10 000 m              | N/A        | N/A        | N/A         | N/A         | N/A      | N/A      | 27:31,86 | 10.     | [ 10 ] |
| El Hassan El-Abbassi | 10 000 m              | N/A        | N/A        | N/A         | N/A         | N/A      | N/A      | 28:20,17 | 26.     | [ 10 ] |
| Alemu Bekele         | maraton               | N/A        | N/A        | N/A         | N/A         | N/A      | N/A      | DNF      | DNF     | [ 11 ] |
| Isaac Korir          | maraton               | N/A        | N/A        | N/A         | N/A         | N/A      | N/A      | DNF      | DNF     | [ 11 ] |

Kobiety
Konkurencje biegowe
| Zawodnik          | Konkurencja           | Eliminacje | Eliminacje | Ćwierćfinał | Ćwierćfinał | Półfinał | Półfinał | Finał   | Finał   | Źródło |
| Zawodnik          | Konkurencja           | Wynik      | Miejsce    | Wynik       | Miejsce     | Wynik    | Miejsce  | Wynik   | Miejsce | Źródło |
| ----------------- | --------------------- | ---------- | ---------- | ----------- | ----------- | -------- | -------- | ------- | ------- | ------ |
| Hajar Alkhaldi    | 100 m                 | N/A        | N/A        | 11,59       | 43.         | NQ       | NQ       | NQ      | NQ      | [ 12 ] |
| Iman Essa Jasim   | 100 m                 | N/A        | N/A        | 11,72       | 53.         | NQ       | NQ       | NQ      | NQ      | [ 12 ] |
| Ofonime Odiong    | 200 m                 | 22,74      | 14.        | N/A         | N/A         | 22,84    | 17.      | NQ      | NQ      | [ 13 ] |
| Kemi Adekoya      | 400 m                 | 50,72      | 2.         | N/A         | N/A         | 50,88    | 9.       | NQ      | NQ      | [ 14 ] |
| Salwa Eid Naser   | 400 m                 | 51,06      | 3.         | N/A         | N/A         | 50,88    | 9.       | NQ      | NQ      | [ 14 ] |
| Tigist Gashaw     | 1500 m                | 4:10,96    | 23.        | N/A         | N/A         | NQ       | NQ       | NQ      | NQ      | [ 15 ] |
| Mimi Belete       | 5000 m                | 15:29,72   | 19.        | N/A         | N/A         | N/A      | N/A      | NQ      | NQ      | [ 16 ] |
| Dalila Abdulkadir | 5000 m                | DNS        | DNS        | N/A         | N/A         | N/A      | N/A      | NQ      | NQ      | [ 16 ] |
| Ruth Jebet        | 3000 m z przeszkodami | 9:12,62    | 1.         | N/A         | N/A         | N/A      | N/A      | 8:59,75 | złoto   | [ 17 ] |
| Tigist Mekonen    | 3000 m z przeszkodami | 9:49,92    | 40.        | N/A         | N/A         | N/A      | N/A      | NQ      | NQ      | [ 17 ] |
| Rose Chelimo      | maraton               | N/A        | N/A        | N/A         | N/A         | N/A      | N/A      | 2:37:36 | 8.      | [ 2 ]  |
| Shitaye Eshete    | maraton               | N/A        | N/A        | N/A         | N/A         | N/A      | N/A      | DNF     | DNF     | [ 2 ]  |
| Eunice Kirwa      | maraton               | N/A        | N/A        | N/A         | N/A         | N/A      | N/A      | 2:24:13 | srebro  | [ 2 ]  |

### Pływanie
| Zawodnik          | Konkurencja            | Eliminacje | Eliminacje | Półfinał | Półfinał | Finał | Finał   | Źródło |
| Zawodnik          | Konkurencja            | Czas       | Miejsce    | Czas     | Miejsce  | Czas  | Miejsce | Źródło |
| ----------------- | ---------------------- | ---------- | ---------- | -------- | -------- | ----- | ------- | ------ |
| Farhan Farhan     | 50 m dowolnym mężczyzn | 24,61      | 58.        | NQ       | NQ       | NQ    | NQ      | [ 18 ] |
| Fatema Al-Mahmeed | 50m dowolnym kobiet    | 32,28      | 74.        | NQ       | NQ       | NQ    | NQ      | [ 19 ] |

### Strzelectwo
| Zawodnik     | Konkurencja                      | Kwalifikacje | Kwalifikacje | Finał | Finał   | Źródło |
| Zawodnik     | Konkurencja                      | Wynik        | Pozycja      | Wynik | Pozycja | Źródło |
| ------------ | -------------------------------- | ------------ | ------------ | ----- | ------- | ------ |
| Mahmood Haji | karabin małokalibrowy 50 m leżąc | 612,6        | 46.          | NQ    | NQ      | [ 20 ] |

### Zapasy
Mężczyźni – styl wolny
| Zawodnik     | Konkurencja | Kwalifikacje     | 1/8              | Ćwierćfinał      | Półfinał         | Repesaż 1        | Finał/3. miejsce | Finał/3. miejsce | Źródło |
| Zawodnik     | Konkurencja | Przeciwnik Wynik | Przeciwnik Wynik | Przeciwnik Wynik | Przeciwnik Wynik | Przeciwnik Wynik | Przeciwnik Wynik | Pozycja          | Źródło |
| ------------ | ----------- | ---------------- | ---------------- | ---------------- | ---------------- | ---------------- | ---------------- | ---------------- | ------ |
| Adam Batirow | -65 kg      | BYE              | Navruzov P 7-7   | NQ               | NQ               | NQ               | NQ               | NQ               | [ 21 ] |